# Юрі-Мару
Юрі-Мару (Yuri Maru) — транспортне судно, яке під час Другої світової війни взяло участь у операціях японських збройних сил в архіпелазі Бісмарка.
Юрі-Мару спорудили в 1919 році на верфі Harima Shipbuilding and Engineering в Айой на замовлення компанії Teikoku Kisen із Кобе. А вже у 1921-му його власником стала компанія Kokusai Kisen.
18—25 вересня 1943-го у складі конвою SO-806 Юрі-Мару пройшло з Палау (важливий транспортний хаб на заході Каролінських островів) до Рабаулу — головної передової бази в архіпелазі Бісмарка, з якої здійснювались операції на Соломонових островах та сході Нової Гвінеї.
13 листопада 1943-го Юрі-Мару у складі конвою O-306 вийшло з японського порту Саєкі та попрямувало до Палау. Тут його включили до конвою SO-505, який 25 листопада вийшов у ще один рейс до Рабаулу. На борту Юрі-Мару, зокрема, були військовослужбовці 2-го висадкового загону (2nd Debarkation Unit). 28 листопада в районі за 1000 км від Палау та 1300 км від Рабаулу конвой атакував підводний човен Raton. Три торпеди влучили в Юрі-Мару, після чого воно вибухнуло та затонуло. Разом з судном загинули 14 членів екіпажу та 38 військовослужбовців зазначеного вище загону. 180 врятованих прийняло інше судно конвою Коламбія-Мару (його потоплять у цьому ж рейсі). Втім, у останньому випадку загинула лише одна особа.